# I. Æthelberht kenti király
I. Æthelberht vagy Szent Æthelberht, más írásmóddal Ethelbert, Aedilberct, Aibert (angolszászul: ÆÞELBRYHT EORMENRICING CANTVVARE CYNING, latinul: Edilbertus), (552 – 616. február 24.) Kent királya 560-tól haláláig. Nevéhez fűződik az angolszász jog első törvénykönyvének megalkotása, mely meghatározta az egyház jogi helyzetét, és számos világi intézkedést is tartalmazott.
Eormenric király fiaként született, és édesapja halála után örökölte a trónt. Felesége, Berta, Charibert frank király leánya volt. A Nagy Szent Gergely pápa által 597-ben küldött hittérítőket barátságosan fogadta, Canterburyben szállást adott nekik. Még abban az évben a hittérítők vezetője, Ágoston apát kezéből maga is felvette a kereszténységet (bár annak terjesztését nem szorgalmazta), és ugyancsak 597-ben megalapította a canterbury érsekséget és a rochesteri püspökséget. Királyságának határai pontosan nem ismertek. Az angol történetíró és teológus, Béda szerint uralkodása végén királysága magába foglalta Angliának a Humber folyótól délre eső összes területét. Halála után, fia, Eadbald követte a trónon.